# Technomyrmex wolfi
Technomyrmex wolfi é uma espécie de formiga do gênero Technomyrmex.